# (14976) Josefčapek
(14976) Josefčapek, désignation internationale (14976) Josefcapek, est un astéroïde de la ceinture principale.

## Description
(14976) Josefcapek est un astéroïde de la ceinture principale. Il fut découvert le 27 septembre 1997 à l'Observatoire d'Ondřejov par Petr Pravec. Il présente une orbite caractérisée par un demi-grand axe de 3,12 UA, une excentricité de 0,16 et une inclinaison de 4,7° par rapport à l'écliptique.

## Compléments